# Recherches amérindiennes au Québec
Revue d’études autochtones (anciennement Recherches amérindiennes au Québec) est une revue scientifique internationale de langue française avec comité de lecture spécialisée dans la diffusion de la connaissance sur les populations autochtones du Québec et des Amériques. La revue publie trois numéros par année, dont certains sont à thème.
Les principales disciplines auxquelles la revue s’intéresse sont l’anthropologie sociale et culturelle, l’anthropologie appliquée, l’archéologie sociale et culturelle, l’ethnohistoire, l’ethnographie, l’ethnolinguistique et l’ethnoscience autochtone et, enfin, les sciences juridiques, politiques et économiques relatives aux affaires amérindiennes.
Elle est publiée par une société d'édition du même nom. La société Recherches amérindiennes au Québec publie également des monographies à travers les collections « Signes des Amériques », « Dossier », « Paléo-Québec » et « Présence des Premières Nations ».

## Historique
En 1970, Camil Guy et Charles A. Martijn convoquent une quinzaine de chercheurs québécois à une réunion, tenue le 7 novembre, au cours de laquelle est décidée la publication d'un bulletin de liaison et d'une revue périodique. Le premier numéro de la revue paraît en janvier 1971. Les objectifs principaux la revue étaient et sont toujours de :
- fournir un lieu d'expression aux chercheurs francophones;
- conférer un caractère multidisciplinaire à la revue en ouvrant ses pages à tous les chercheurs;
- contribuer à la connaissance des cultures autochtones du Québec (tout en gardant l'œil ouvert sur celles de l'ensemble des Amériques pour bien les situer en contexte);
- s'adresser autant aux spécialistes qu'au grand public;

La Société Recherches amérindiennes au Québec existe formellement depuis 1973.
Les articles publiés entre 1971 et 1990 sont disponibles au format numérique sur DVD. Depuis 2008, la revue est également disponible sur le portail Érudit à partir du volume 38.

## Direction et rédaction
La revue est dirigée par l'anthropologue Laurent Jérôme de l'Université du Québec à Montréal. Michel Lavoie est directeur de 2005 à 2010.